# Rasenmäherrennen

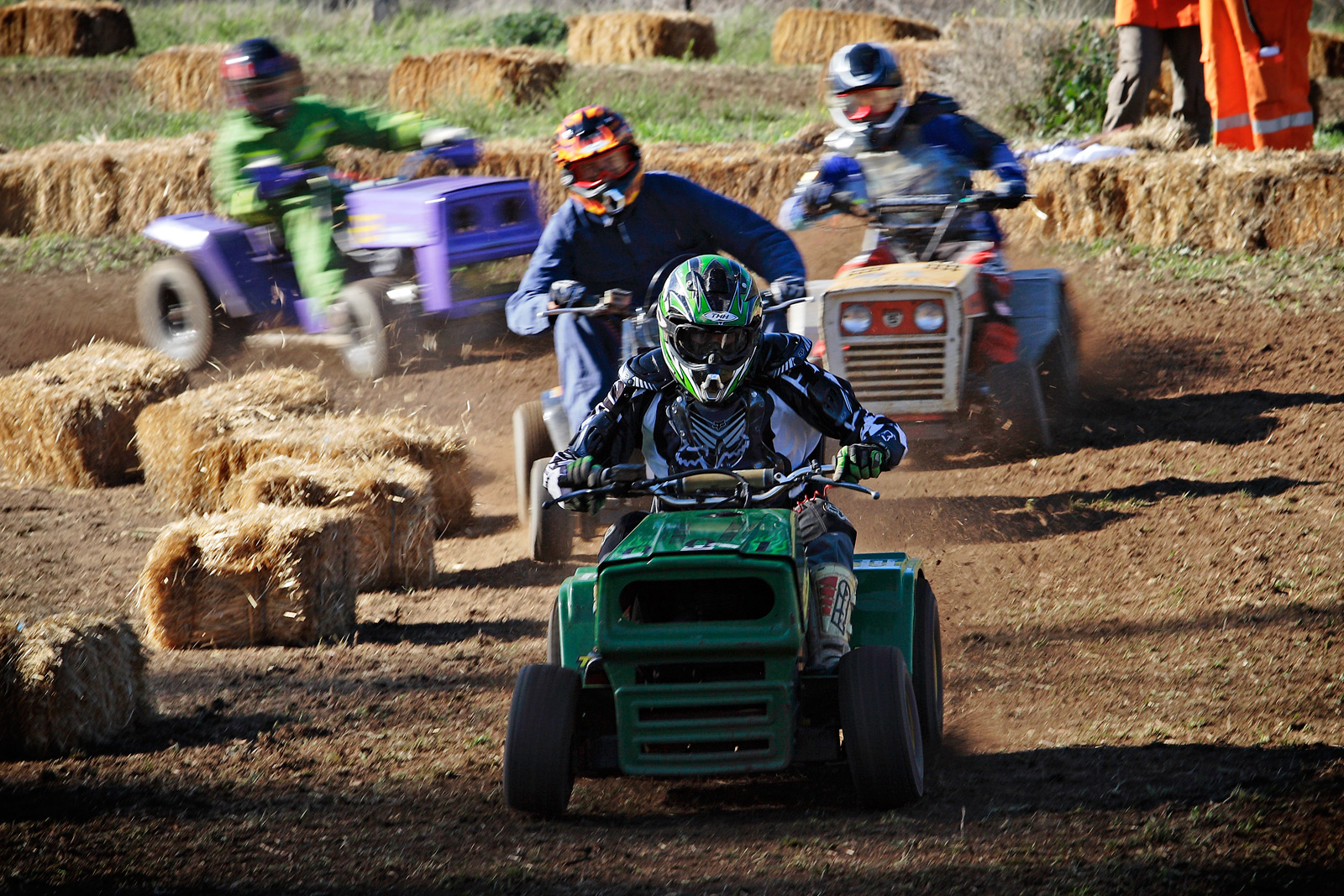
Rasenmäherrennen, 2007

Als Rasenmäherrennen oder auch Rasenmähertreckerrennen wird der Motorsport auf ursprünglich handelsüblichen, aber teilweise massiv umgebauten Rasentraktoren oder so genannten Aufsitzmähern („Lawn Mower Racing“) bezeichnet.

## Beschreibung

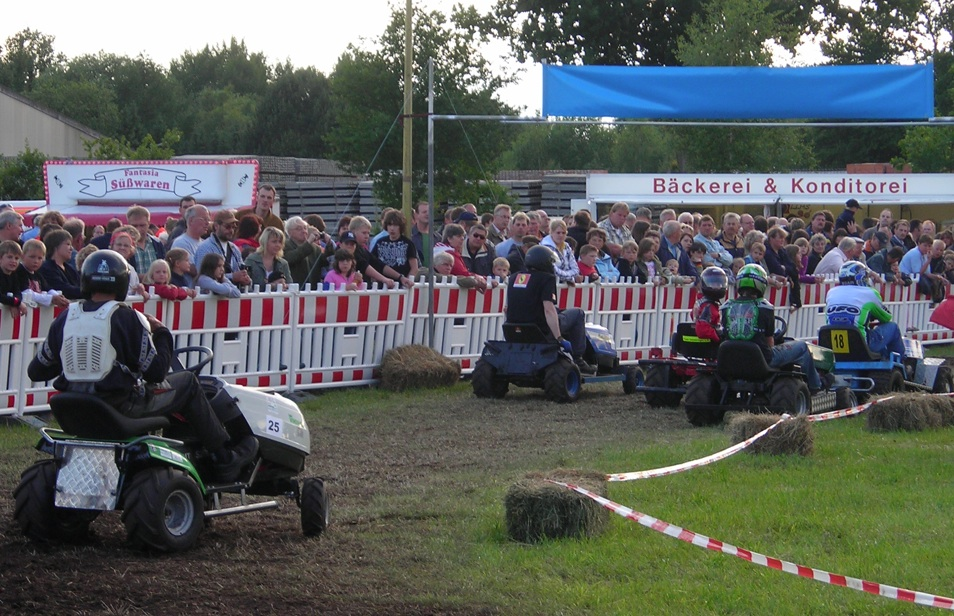
Standardklasse in Jeddeloh 2009

Beim Rasenmäherrennen geht es wie bei allen Motorsportrennen darum, sein Gefährt schnellstmöglich über eine dafür vorgesehene Rennstrecke zu bewegen, ohne die Konkurrenten zu rammen oder zu behindern. Derartige Veranstaltungen erreichen teilweise Besucherzahlen von über 30.000 Besuchern (zum Beispiel in Thönse). Geprägt sind die Veranstaltungen von einem volksfestähnlichen Rahmenprogramm rund um das eigentliche Rennen.
Der Untergrund für die Rennstrecken besteht in der Regel aus Acker oder Weide, auf denen mit Geschwindigkeiten bis zu 80 km/h gefahren wird.
Die meisten Rennen werden anhand von mehreren kurzen Läufen (15–30 Minuten) durchgeführt, bei denen je nach Platzierung Punkte vergeben werden. Je nach Teilnehmerzahl wird dann auf Grund der Punkte am Ende der Sieger festgestellt oder es gibt noch einen Final-Lauf mit den punktstärksten Teilnehmern. Die verschiedenen Startklassen wechseln sich hier ab, so dass alle Teams Zeit für eine Pause oder dringende Wartungsarbeiten haben. Es gibt aber auch Rennen, bei welchen die Teilnehmer in einer vorgegebenen Zeit (bis zu zwei Stunden) möglichst viele Runden fahren müssen.
Ein international abgestimmtes Reglement gibt es nicht.

## Situation in Deutschland

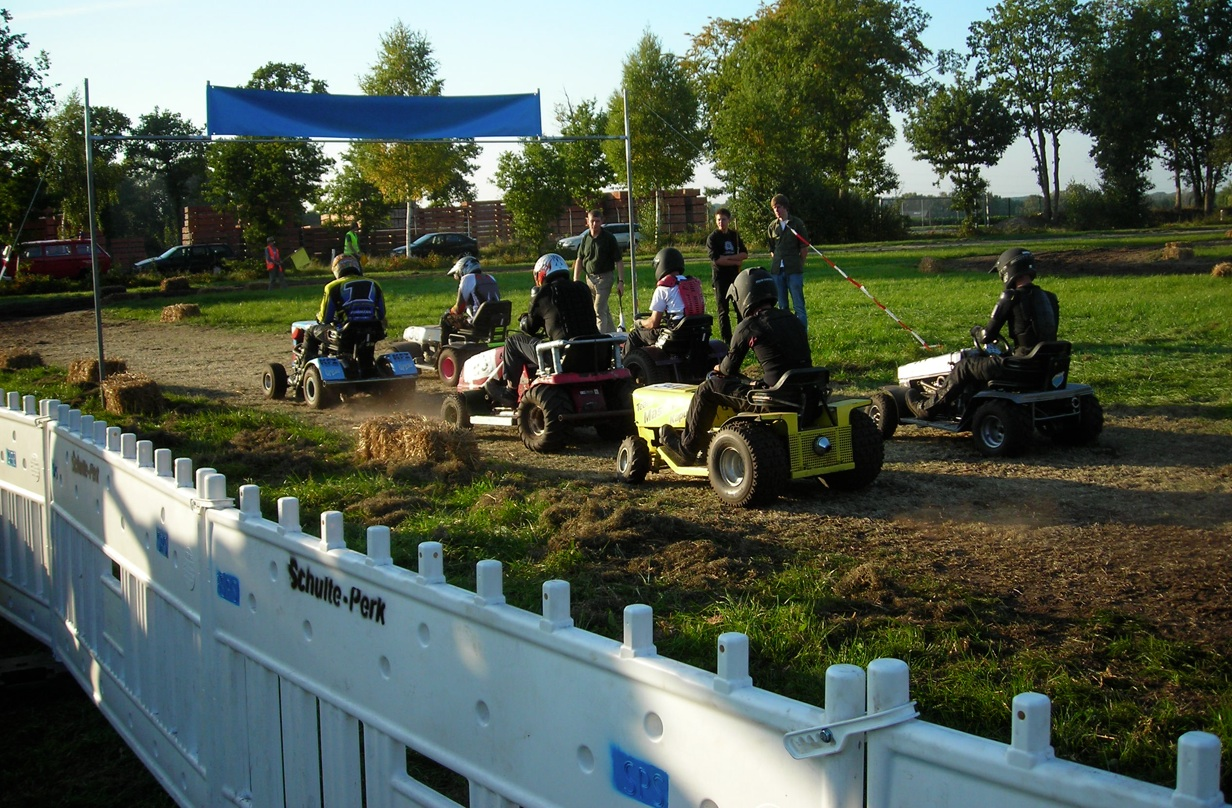
Offene Klasse in Jeddeloh 2009

Innerhalb Deutschland existiert kein offiziell abgestimmtes Reglement. Im Grunde dürfen die einzelnen Veranstalter die Regeln selbst festlegen. Doch durch die Einführung einer bundesweiten Punkteliste durch Holger Eckert und der damit verbundenen Pflicht für die teilnehmenden Veranstalter, sich an das einheitliche Regelwerk (eRW) zu halten, herrscht mittlerweile eine gute bundesweite Vergleichbarkeit. Dieses kommt den Teams und Fahrern zugute, die dadurch Planungssicherheit beim Bau der Renntrecker haben und schon lange vorher wissen können, ob sie mit ihrem Renntrecker bei einem Rennen teilnehmen können bzw. dürfen.

### Sicherheit
Geprüfte Helme, Brustpanzer sowie festes Schuhwerk und Handschuhe sind bei allen ernsthaften Rennen vorgeschrieben. Über die diversen Regelwerke hinaus wird bei der technischen Abnahme durch den Veranstalter auch darauf geachtet, dass keine scharfen Kanten hervorstehen oder sonstige Gefährdungen vom jeweiligen Renntrecker ausgehen. Schon fast seit Anbeginn dürfen keine Mähwerke mehr verbaut sein. Bremsen werden auf ihre einwandfreie Funktion geprüft, ein Not-Aus-Schalter muss dafür sorgen, dass der Motor ausgeht, wenn ein Fahrer seinen Renntrecker freiwillig oder unfreiwillig verlässt. Auf der Rennstrecke gibt es immer Streckenposten in Warnwesten, die durch Flaggen anzeigen, ob es auf der Strecke Probleme gibt. Die Veranstalter schließen Versicherungen ab und sorgen dafür, dass medizinische Hilfe (Johanniter-Unfall-Hilfe etc.) vor Ort sind.
Die Zuschauer werden nicht nur durch Strohballen, sondern auch durch Reifen, Fangzäune oder Sicherheitszonen von der Strecke getrennt.

### Meisterschaften
Rasenmähertreckerrennen sind ein über die einzelnen Veranstaltungen hinaus oft unorganisierter Amateursport. Dementsprechend hat der Begriff Weltmeisterschaft keinen geschützten Charakter, was die zahlreichen entsprechend titulierten Veranstaltungen aufzeigen. Es existiert aber nun schon eine seit 2008 geführte Tabelle, welche die Ergebnisse von einzelnen Veranstaltungen in eine Gesamtliste einrechnet und so einen (fast) bundesweiten Überblick liefert, welche Fahrer bzw. Teams leistungsmäßig wo stehen. 2011 wurden hier erstmals die (inoffiziellen) Deutschen Meister der jeweiligen Klassen im Rasentreckerrennen ausgefahren.

## Geschichte

### International
Die beiden Feststellungen We need a cheap motor sport!  und Everybody has a lawn mower! sollen 1973 im Lokal Cricketers Arms in Wisborough Green den Beginn der Rasenmäherrennen ausgelöst haben. Noch im selben Jahr wurde die British Lawn Mower Racing Association (BLMRA) gegründet. 1982 folgte die Gründung der North West Lawn Mower Racing Association (NWLMRA); 1992 die Gründung der U.S. Lawn Mower Racing Association (USLMRA).
Auch in Belgien, den Niederlanden, Luxemburg und der Schweiz existieren größere Renntreckerverbände.

### Deutschland
In Deutschland verbreitet sich die Randsportart seit 1993. Das wahrscheinlich erste Rasenmäherrennen in Deutschland fand in Haschenbrok statt.
Es existieren einige regelmäßige Veranstaltungen in Deutschland, u. a.:
- Rasenmäherrennen in Jeddeloh I
- Großer Preis von Büchenberg (Loßburg)
- Stapelburg
- Rasentraktorrennen am Rodelberg in Genthin
- Niedersachsenmeisterschaft
- Rennen in Sachsen (Langenau, St. Michaelis…)
- Rasentraktorrennen Wiedenrode
- Schleswig Holstein-Cup (Tangstedt)
- Highspeed-Rennen am Uhlenköper Ring
- Rasentreckerrennen-Albaxen
- Herbstrennen in Dornstedt
- Höki-Cup
- Trittauer Treckerrennen

Das bis dahin größte Rasenmähertreckerrennen in Deutschland fand 2007 mit über 30.000 Besuchern und über 80 startenden Teams in Thönse statt. Im August 2013 lief das zwölfte und zunächst letzte Rennen dieser Art in Thönse. Zum 20. Jubiläum des ersten Rennens fand 2022 eine Neuauflage statt.

### Tabelle der eRWM in Deutschland
Die Fahrer mit den meisten Punkten in der Gesamtliste der „eRWM“ (einheitliche Regelwerksmeisterschaft) waren:
| Jahr | Offene Klasse                 | Standard-Klasse            | 13-PS-Klasse               |
| ---- | ----------------------------- | -------------------------- | -------------------------- |
| 2008 | Hannes Heuer, Jeddeloh        | Holger Eckert, Oldenburg   | Stephan Greve, Lingen      |
| 2009 | Christoph Siegmund, Tangstedt | Harry Letzel, Oberberg     | Stephan Greve, Lingen      |
| 2010 | -                             | -                          | -                          |
| 2011 | Sascha Schoder, Burgwedel     | Stefan Weissner, Nümbrecht | Timo Schulte, Lengerich    |
| 2012 | Andreas Krüger, Wedemark      | Eric Scharlemann, Wedemark | Stephan Greve, Bramsche    |
| 2013 | Andreas Krüger, Wedemark      | Matthias Meise, Albaxen    | Gerhard Figge, Bremerhaven |
| 2014 | Andreas Jäkel, Hannover       | Matthias Meise, Albaxen    | Rainer Buerfeind           |
| 2015 | Silvio Mertins                | Matthias Meise, Albaxen    | Merlin Kroening            |
| 2016 | Jessica Rauter                | Florian Becker             | Gerhard Figge, Bremerhaven |
| 2017 | Stefan Simon                  | Florian Becker             | Sven Ratzmann              |
| 2018 | Lukas Hemmersbach             | Florian Becker             | Buko Maume                 |
| 2019 | Frank Lieber                  | Jens Pfeifer               | Justus Knieper             |
| 2020 | -                             | -                          | -                          |
| 2021 | -                             | -                          | -                          |
| 2022 | (drei Personen)               | Stefan Köppl               | Frerk Meinardus            |
| 2023 | Sascha Kemper                 | Buko Maume                 | Dennis Ewert               |

In 2010, 2020 und 2021 gab es aus diversen Gründen keine Meisterschaftsliste. 2022 teilten sich Frank Lieber, Stefan Weißner und Arne Mudra einen Renntrecker und gewannen die Offene Klasse.
Ab dem Jahr 2024 werden die gefahrenen Klassen erweitert bzw. noch überarbeitet. Es kann sich in Zukunft also noch mehr ändern.
| Jahr | Offene Klasse | Standard-Klasse | 13-PS-Klasse | Superstandard | Rasicross          |
| ---- | ------------- | --------------- | ------------ | ------------- | ------------------ |
| 2024 | Henning Bohne | Piet Driemert   | Colin Herz   | Stephan Eike  | Christiane Schnell |
| 2025 | -             | -               | -            | -             | -                  |

## Fahrzeuge

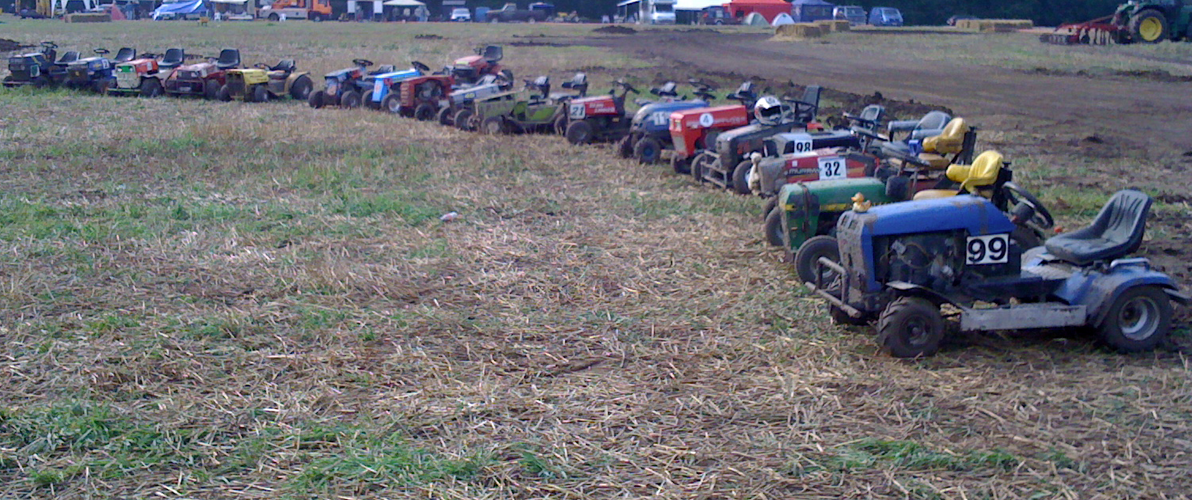
NRW-Meisterschaft 2009

Traditionell werden Mäher verwendet, die ihren Motor vorne unter einer Haube sitzen haben und dessen Chassis aus Formblechteilen besteht. Es gibt aber durchaus auch Varianten mit Mittelmotor etc. Waren es in der Anfangszeit noch fast unmodifizierte Originalgefährte, so sind es mittlerweile bei vielen Teilnehmern (die diesen Sport ernsthaft betreiben) doch recht spezielle Umbauten, die meist nur noch durch Form und Größe an Rasenmäher erinnern. Besonders gern gesehen werden aber gut gebaute Rennmäher, die offensichtlich noch nahe am Original sind. Beim Bau eines solchen Rennboliden wird teilweise sehr viel Zeit, Material und Kreativität investiert.
Um die Vergleichbarkeit zu gewährleisten, wurden verschiedene Klassen gebildet, die sich meist in Antriebsart und Motorisierung unterscheiden.
In Deutschland hatten sich bis Ende der Saison 2016 überwiegend folgende Klassen durchgesetzt:
- 13-PS-Klasse (ehemals Juniorklasse): max. 13 PS Einzylindermotoren mit max. 500 cm³, Originalrasenmähergetriebe mit ungesperrtem Differenzialgetriebe muss vorhanden sein
- Standardklasse; max. 18 PS (teilweise bis 25 PS, siehe eRWM-Reglement), Originalrasenmähergetriebe/Differentialgetriebe muss vorhanden sein
- Offene Klasse: max. 25 PS, Hinterachse darf starr (also ohne Differential oder Getriebe) ausgeführt sein, Eigenbauchassis
- Superstandardklasse: 13,5 PS Einzylindermotoren, Originalabmessungen, nur die Chassis- und Sitzhöhe darf tiefer. Nur eine Übersetzung, Starrachse und feste Reifengrössen. Diese Klasse kommt aus England, ist aber in Luxemburg, Schweiz, Belgien und z. T. Deutschland sehr beliebt, da alle Maschinen technisch vergleichbar sind und somit spannende Rennen möglich sind.

Ab 2017 steht in der Austragung der Deutschen Meisterschaft der eRW eine weitere, neue Klasse zur Verfügung:
- Superstandard nach eRW: max. 13 PS Viertakt-Einzylindermotoren mit max. 500 cm³, Starrachse erlaubt, Original- oder Eigenbauchassis.

Da die wahre Leistung der verwendeten Motoren nur schwer überprüfbar ist, wird sie als Nennleistung des originalen Motors definiert, die durch Maßnahmen erhöht werden kann. Es muss aber in jedem Fall ein Motor verwendet werden, wie er für Rasenmäher oder als Industriemotor üblich ist (also z. B. keine Motorradmotoren). Der Antrieb muss immer über einen Keilriemen realisiert werden, im Antriebsstrang dürfen aber auch weitere Antriebsmittel verwendet werden (Ketten, Zahnriemen etc.).
Darüber hinaus existieren Veranstaltungen, die vom allgemeinen eRWM- oder Sachsen-Regelwerk abweichen und daher auch andere Motoren oder Abmessungen zulassen.